# Eduard Vodnařík
Eduard Vodnařík (4. prosince 1837 Pačlavice – 1. května 1917 Brno) byl moravský státní úředník, odborný spisovatel a překladatel z maďarštiny do češtiny. Celý život pracoval ve státní správě; nejprve v uherské komisi pro zavádění pozemkových knih a v letech 1862-1907 na výpomocném úřadě moravského zemského výboru v Brně, nakonec ve funkci ředitele. Byl autorem několika publikací z oboru financí (např. dějiny kontribučenských záložen na Moravě, vývoj předpisů o nákladech za nemocniční péči), vydal mluvnici maďarštiny a překládal maďarskou literaturu do češtiny. Redigoval časopis Svobodná obec. Propagoval prázdninové cestování studentů.

## Život
Narodil se 4. prosince 1837 v Pačlavicích u Kroměříže. Vystudoval gymnázium v Kroměříži,
Několik let pracoval u c. k. komise pro zavádění pozemkových knih v Uhrách, nakonec jako ředitel. V důsledku reorganizace musel toto místo roku 1861 opustit a nastoupil do moravských zemských úřadů. Zlepšil zde organizaci registratury. Roku 1883 se stal ředitelem výpomocných úřadů. V roce 1885 byl zmiňován také jako tlumočník na moravském zemském sněmu.
Požíval velkou úctu u zemského výboru i podřízeného úřednictva. Jeho životní a pracovní výročí byla zmiňována v regionálním tisku.
V červenci 1907 odešel do výslužby. Zemřel 1. května 1917 v Brně na Mackensenstrasse 5 (dnes Jiráskova ulice ve čtvrti Veveří). Některé zdroje uvádějí datum úmrtí 2. května 1917.

## Dílo
Byl autorem několika známých a oceňovaných odborných prací v češtině, němčině i jiných jazycích:
- Evropská organisace ku zřizování feriálních cest pro studující mládež (1882). V této brožuře, vydané ve čtyřech jazycích (francouzsky, maďarsky, německy a česky), propagoval myšlenku organizovaných prázdninových cest a výměnných pobytů studentů.[11] Určitý ohlas měla v Čechách a v Chorvatsku.[12]
- Mluvnice jazyka maďarského (1867), první taková publikace v češtině. Vydal ji vlastním nákladem s věnováním hraběti Serényimu.[13] Pochvalně se o ní zmínili i v recenzi v Moravské orlici; kritik si přitom neodpustil humornou narážku, že se autor stará, aby nově vzniklá Translajtánie „s prázdnýma rukama neodešla“.[14]
- Die Landesvertretung der Markgrafschaft Mähren in der 6. Landtagsperiode 1878-1883 (1883), německy vydaná brožura o sněmovních volbách roku 1878 se seznamem voličů z velkostatkářské kurie i zvolených poslanců i s adresami.[15]
- Die Landesvertretung der Markgrafschaft Mähren vom Inslebentreten der Verfassung vom 26. Februar 1861 bis zum Jahre 1884 (1884). Statistická data z této publikace využili např. čeští buditelé na Opavsku k argumentaci, že Češi jsou na Moravě nedostatečně politicky zastoupeni.[16]
- Dějiny a statistika moravských kontribučenských záložen. Vznik, organisace a působnost hypoteční banky markrabství Moravského. (1886)[p 1] Dílo vyšlo i v němčině jako Geschichte und Statistik der mährischen Contributionsfonds-Vorschusscassen, dann Die Errichtung, Organisation und Wirksamkeit der Hypotheken-Bank der Markgraffschaft Mähren (také 1886).
- Normalien über Krankenverpflegekosten (1906), do češtiny překládané jako „Normalie o ošetřovacích úhradách za nemocné“, rozsáhlá publikace, mapující vývoj výdajů na péči o pacienty nemocnic, psychiatrických léčeben, porodnic a nalezinců od roku 1784 do začátku 20. století. Pracoval na ní 40 let. Vydal ji s podporou zemského výboru s věnováním moravskému zemskému hejtmanovi, šlechtici F. Vetterovi z Lilie.[17]

V Moravské orlici vycházel roku 1865 na pokračování jeho překlad maďarského románu Ubozí boháči (autor: Mór Jókai).
Redigoval také časopis Svobodná obec a někdy přispíval články do jiných periodik.